# Galerie de Valois
La galerie de Valois est une voie du 1er arrondissement de Paris.

## Situation et accès
Elle est l'une des galeries sous arcades située à l'intérieur du Palais-Royal et qui longe le côté est de ses jardins. Elle débute au péristyle de Valois et se termine au péristyle de Beaujolais.
Elle est parallèle à la rue de Valois, mais contrairement aux deux autres galeries du palais, il n'existe aucun passage permettant de faire communiquer les deux voies.

## Origine du nom
Ainsi nommée en l'honneur de Louis-Philippe duc de Valois, fils aîné de Louis-Philippe duc d'Orléans. 

## Historique
Cette voie privée fait partie du Palais-Royal.

## Bâtiments remarquables et lieux de mémoire
- Le Café Février est situé au sous-sol de cette galerie ; dans ce café, le garde du corps de Louis XVI, Philippe Nicolas Marie de Pâris, poignarda Louis-Michel Lepeletier de Saint-Fargeau (le 20 janvier 1793).
- La boutique du coutelier Badin : où Charlotte Corday acheta le 13 juillet 1793 le couteau qu'elle utilisa le jour même pour aller poignarder Jean-Paul Marat chez lui dans sa baignoire.
- Le parfumeur Serge Lutens y a établi son salon du Palais-Royal.
- Au numéro 104, s'installa en 1760 la Maison Lemoine sous le nom d’enseigne Au Magasin de Confiance.  Elle deviendra la mythique Maison CORCELLET, après son rachat par Jean Pierre Corcellet en 1787[2]. Elle adoptera le nom commercial 'Au Gourmand, Maison CORCELLET' en 1801, à la suite de la création par le célèbre peintre Dubucourt de son enseigne en bois, illustrant un gourmand savourant avec avidité un énorme festin[3]. Au fil des années, la Maison CORCELLET devint un symbole de la gastronomie française, incarnant l'art de vivre et le plaisir de la table. L'enseigne historique est conservée au Musée Carnavalet[4].